# Rivelatore ad infrarossi
Un rivelatore ad infrarossi è un rivelatore che reagisce alla radiazione infrarossa (IR). I rivelatori si dividono fra termici e fotonici.
Gli effetti termici della radiazione IR incidente possono essere rivelati attraverso fenomeni che dipendono dalla temperatura.
Bolometri e microbolometeri sono basati su variazioni della resistenza. Termocoppie e termopile si basano sull'effetto termoelettrico. I rivelatori di Golay sfruttano l'espansione termica. Per gli spettrometri IR i rivelatori piroelettrici sono i più comuni.
Il tempo di risposta e la sensibilità dei rivelatori per l'infrarosso possono essere più alti, ma di solito questi devono essere raffreddati per abbattere il rumore termico. I materiali utilizzati sono semiconduttori con strette bande proibite. I fotoni incidenti possono causare l'eccitazione elettronica. In rivelatori fotoconduttivi, la resistività dell'elemento del rivelatore è monitorato. Rivelatori fotovoltaici contengono una giunzione p-n sulla quale un corrente fotoelettrica appare quando viene illuminata.

## Tipi
Alcuni materiali dei rivelatori:
| Tipo                                                                 | Gamma spettrale (μm) |
| Arseniuro di gallio e indio (InGaAs) fotodiodi                       | 0,7-2,6              |
| Germanio rivelatori fotodiodi                                        | 0,8-1,7              |
| Solfuro di piombo (PbS) rivelatori fotoconduttivi                    | 1-3,2                |
| Clausthalite (PbSe) rivelatori fotoconduttivi                        | 1,5-5,2              |
| Arseniuro di indio (InAs) rivelatori fotovoltaici                    | 1-3,8                |
| Siliciuro di platino (PtSi) rivelatori fotovoltaici                  | 1-5                  |
| Antimoniuro di indio (InSb) rivelatori fotoconduttivi                | 1-6,7                |
| Antimoniuro di indio (InSb) rivelatore fotodiodi                     | 1-5,5                |
| Tellururo di mercurio e cadmio (MCT, HgCdTe) rivelatori fotovoltaici | 2-25                 |
| Tellururo di zinco e mercurio (MZT, HgZnTe) rivelatori fotovoltaici  | ?                    |

Anidride vanadica è spesso usata come un materiale per rivelatori in un array microbolometero.